# Robert de Foy
Robert Herman Alfred de Foy (Geraardsbergen, 23 maart 1893 – Brussel, 15 augustus 1960) was magistraat en administrateur van de Belgische Staatsveiligheid.

## Levensloop
De Foy was de zoon van de hypotheekbewaarder Leon de Foy (1852-1942) en van Mathilde De Vos (1860-1943). Leon de Foy verkreeg in 1919 zijn naam van Defoy in de Foy te mogen wijzigen en verwierf in 1934 erfelijke adeldom.
Robert de Foy werd, na de oorlog, doctor in de rechten en doorliep een loopbaan als magistraat. Van 1922 tot 1925 was hij militair auditeur bij het Belgisch bezettingsleger in het Ruhrgebied. Van 1925 tot 1929 was hij eerste substituut van de procureur des Konings in Antwerpen en vervolgens werd hij adjunct-administrateur bij de Openbare Veiligheid. Vanaf 8 augustus 1933, na de plotse dood van zijn voorganger, baron René Beltjens (1879-1933) vervulde hij de taak van dienstdoende administrateur van de Openbare Veiligheid.
Zijn broer Marcel de Foy (1890-1964) eindigde zijn carrière als voorzitter van het Hof van Beroep in Brussel. Zijn broer Joseph de Foy (1897-1967) was officier in het Belgisch leger.
Toen hij de vijftig naderde, trouwde De Foy in 1941 met Françoise du Monceau de Bergendal (°1910) maar ze scheidden in 1943. Zij was de zus van graaf Ivan du Monceau de Bergendal (1909-2005), substituut van de procureur tijdens de oorlog, afgezet in 1944, in eer hersteld in 1956 en die vanaf 1947 de eigenaar was van het satirisch weekblad Pan. De Foy hertrouwde in 1946 met Marguerite Tallon (1893-1960). Beide huwelijken bleven kinderloos.

## Administrateur-generaal van de Veiligheid van de Staat
Op 30 december 1934 werd de Foy benoemd tot hoofd van de Veiligheid van de Staat, nadat hij er al anderhalf jaar dienstdoende hoofd van was geweest. Het werden spannende jaren, gelet op de stijgende oorlogsdreiging.
In vele landen werd het communisme als het meest dreigende gevaar beschouwd, groter dan het nazisme. Veiligheidsdiensten van neutrale landen zoals Nederland, Zwitserland en België namen dan ook deel aan bijeenkomsten met de Duitse veiligheidsdiensten om hun houding tegenover de communisten op elkaar af te stemmen. Een dergelijke conferentie greep plaats einde augustus 1937 in Berlijn. De Foy, kwam er pas bij na het einde van de besprekingen die plaatsvonden van 30 augustus tot 3 september 1937. Hij was zeer terughoudend tegenover dergelijke bijeenkomsten en nam er minimaal aan deel.
Na de oorlog verklaarde hij aan de onderzoeksmagistraat en aan een journalist van 'Associated Press' dat er nooit een afspraak was gemaakt tussen de Gestapo en de Belgische politie voor het gemeenschappelijk bestrijden van het communisme.
Rond deze tijd nam Duitse spionage in België enorm toe. Het bracht De Foy er zelfs toe een interview te geven aan het populaire nieuwsblad Pourquoi Pas?. Het was de eerste keer dat het hoofd van de geheime dienst in de media naar buiten trad over de dienst. Het ging daarbij vooral om de contraspionage toe te lichten.
De Foy was betrokken bij het opstellen van lijsten met verdachte personen die, in geval van een invasie door de Duitsers, in verzekerde bewaring moesten geplaatst worden. Wat de Belgen betreft ging het om leiders van de radicaal-rechtse partijen (VNV, Verdinaso, Rex) van wie men vermoedde dat ze banden konden hebben met de nazi's, alsook om communisten die toen de ordewoorden van Moskou volgden en bereid waren de Duitsers van dienst te zijn. Verder ging het om Duitsers of andere vreemdelingen waar niet zeker van was of ze als spion of sympathisant van Duitsland moesten worden gezien of niet. Toen de Duitse troepen op 10 mei 1940 België binnenvielen, werden telegrammen ondertekend 'de Foy' verstuurd, die de machine van arrestaties en enkele dagen later van deportatie naar Frankrijk in gang zetten.

## Hoofd Vreemdelingenpolitie tijdens de oorlog
De Duitse bezetter was uiteraard niet tevreden over de acties van de Foy tegen hun sympathisanten (van wie sommigen, na hun terugkeer van de internering, klacht neerlegden) en begin juli werd hij gearresteerd. Hij werd echter niet, zoals bijvoorbeeld Walter Ganshof van der Meersch, naar de gevangenis verwezen, maar werd naar Duitsland overgebracht en verbleef er in een hotel in Münster. Van daar werd hij naar Berlijn gevoerd en er na een paar weken vrijgelaten, op basis van de goede betrekkingen die de Duitse geheime diensten voor de oorlog met de Foy en de Belgische Staatsveiligheid hadden onderhouden in de strijd tegen het communisme. De bezettende macht in Brussel, meer bepaald Militärverwaltungschef generaal Eggert Reeder, kreeg bericht van Reinhard Heydrich dat de Foy, die op de terugweg naar Brussel was, moest ongemoeid worden gelaten. Op 14 augustus 1940 kwam hij in Brussel aan.
De Foy mocht zijn functie weer opnemen en zou die uitoefenen tot aan zijn bevordering tot secretaris-generaal in 1943. De activiteiten van zijn Dienst waren voortaan echter beperkt tot de Vreemdelingenpolitie, terwijl de Staatsveiligheid door de Duitsers werd afgeschaft. Deze werd evenwel in Londen verdergezet, met Fernand Lepage als hoofd.
Op 1 oktober 1943 kreeg secretaris-generaal van het departement Justitie, Gaston Schuind, een 'ambtsverbod' en werd opgevolgd door de Foy, als oudste directeur-generaal op het departement. Hij bleef in die functie tot aan de Bevrijding van Brussel. Het was Schuind niet gelukt om van de Duitsers te bekomen dat de Belgische justitie, vanaf de politiediensten tot aan de gerechtshoven, onafhankelijk kon blijven en niet ondergeschikt werd aan de bezetter. De Foy kon hierover al in oktober 1943 een akkoord bereiken met Reeder, waarbij de autonomie van de Belgische rechtsgang gegarandeerd werd. Zo moesten de Belgische politie en veiligheidsdiensten geen opzoekingen meer doen betreffende werkweigeraars of geallieerde piloten. Deze 'afscherming' van het gerechtelijk apparaat zal later ongetwijfeld sterk in het voordeel van de Foy hebben doorgewogen in het onderzoek dat tegen hem werd gevoerd.
De Foy was duidelijk minder gunstig gezien door de stoottroepen van de collaboratie dan door de Duitse overheid. In de zomer van 1944 ondernam het doodseskader aangevoerd door Robert Verbelen een poging, die mislukte, om hem uit de weg te ruimen. De Foy was toen al geruime tijd in contact met verzetslui en was in de mogelijkheid hen diensten te bewijzen. Ook met de regering en de Staatsveiligheid in Londen kon hij, meer bepaald met Walter Ganshof van der Meersch en William Ugeux, contacten leggen. Het gerucht deed trouwens meer en meer de ronde dat hij een man van Londen was. De laatste weken voor de Bevrijding dook hij onder.

## Staatsveiligheid na de Oorlog
Op 1 september 1944 werd de Foy door de regering in Londen, die zich voorbereidde om een paar dagen later in Brussel te landen, net als enkele andere secretarissen-generaal geschorst in zijn functie. Nochtans verklaarde de regering bij die gelegenheid dat zijn houding onberispelijk was geweest.
Het zag er in het klimaat dat heerste na de Bevrijding, voor de Foy niet rooskleurig uit. Ongeveer alle hoge ambtenaren, onder meer de secretarissen-generaal van de ministeries, werden aan de dijk gezet. Er werd tegen hem een gerechtelijk onderzoek geopend. Hij had zijn functie niet terug opgenomen en nam trouwens in november ontslag. Hij gebruikte waarschijnlijk het volgende anderhalf jaar om zijn verdediging te organiseren. Hij kon zich klaarblijkelijk goed verdedigen tegen de beschuldigingen die aan zijn adres werden geformuleerd en werd buiten vervolging gesteld. Van april 1946 tot maart 1947, was hij rechter in de internationale rechtbank van Tanger, naar men zegde om zich in België wat te doen vergeten.
Op 1 augustus 1947 kwam hij weer naar België en werd opnieuw administrateur-generaal van de Staatsveiligheid, wat hij zou blijven tot aan zijn pensioen in 1958. Hij werd opgevolgd door Ludovic Caeymaex.
De terugkeer van de Foy viel samen met het begin van de acties die gevoerd werden tegen de communisten en tegen de Sovjet-Unie, die zouden aanzwellen naarmate de Koude Oorlog meer actueel werd. De Staatsveiligheid was, samen met het Tweede Bureau van het Belgisch Leger, betrokken bij het organiseren van 'stay behind' groepen. Dit gebeurde in het grootste geheim en zou pas een halve eeuw later volop bekend worden.
De Foy genoot amper een paar jaar van zijn pensioen.

## Eerbetoon
De Foy was vicevoorzitter van het Carnegie Hero Fund.
Het voornaamste eerbetoon was ongetwijfeld de postume erkenning door Yad Vashem als Rechtvaardige onder de Volkeren op 1 december 1975 voor de hulp die hij aan Joden had geboden.
Hij ontving, vooral na de Tweede Wereldoorlog, talrijke eretekens, zoals:
- België:
  - Grootofficier in de Orde van Leopold II;
  - Commandeur in de Leopoldsorde;
  - Commandeur in de Kroonorde;
  - Burgerlijk ereteken 1ste klas;
- Andere landen:
  - Grootofficier in de Orde van Ouissam Alaouite (Marokko);
  - Grootofficier in de Ordo di Merito (Italië);
  - Grootofficier in de Orde van Oranje-Nassau (Nederland) - 14 november 1956[2];
  - Grootofficier in de Wasaorde (Zweden);
  - Grootofficier in de Kroonorde (Roemenië);
  - Grootofficier in de Fenixorde (Griekenland);
  - Commandeur in het Legioen van Eer (Frankrijk);
  - Commandeur in de Orde van het Britse Rijk (Verenigd Koninkrijk);
  - Commandeur in de Orde van de Verlosser (Griekenland);
  - Commandeur in de Orde van de Witte Arend (Estland);
  - Commandeur in de Orde van Verdienste (Oostenrijk);
  - Commandeur in de Orde Polonia Restituta (Polen).

## Voetnoten
1. 1 2  Lasoen, Kenneth (2016). 185 Years of Belgian Security Service. Journal of Intelligence History 15 (2): 98–116. DOI: 10.1080/16161262.2016.1145854.
2. ↑  Nationaal Archief, toegang 2.02.32, inventarisnummer 376, registernummer 1173